# حاكمة الدغارير
حاكمة الدغارير قرية سعودية تابعة خدمياً لمحافظة أحد المسارحة وأمنياً لمحافظة صامطة التي تتبع منطقة جازان الواقعة جنوب السعودية. وهي مجاورة لقرية الدغارير، حيث تقع بالقرب من الطريق الرابط بين محافظتي صامطة - أحد المسارحة من جهة والطريق المؤدي إلى محافظة الحرث من جهة أخرى.